# Cel ce mă ocrotește (Star Trek: Voyager)
„Cel ce mă ocrotește” (titlu original: „Someone to Watch Over Me”) este al 22-lea episod din al cincilea sezon al serialului TV american științifico-fantastic Star Trek: Voyager și al 116-lea în total. A avut premiera la 28 aprilie 1999 pe canalul UPN. Episodul a fost regizat de Robert Duncan McNeil (care interpretează rolul Lt. Tom Paris).

## Prezentare
Seven of Nine explorează subiectul întâlnirilor romantice cu ajutorul Doctorului.

## Actori ocazionali
- Scott Thompson - Tomin
- Ian Abercrombie - Abbot
- David Burke - Steven Price
- Brian McNamara - William Chapman

## Primire
Jammer's Reviews a dat episodului 3,5 din 4 stele și l-a caracterizat ca fiind „o oră plăcută, hilară și sinceră”.